# Johann Oberth
Johann Oberth, magyaros írásmóddal Oberth János (Medgyes, 1823. június 16. – 1901. november 7.) ágostai evangélikus lelkész.

## Élete
Középiskoláit szülővárosában végezte; 1842-től a bécsi protestáns teológiai intézetben tanult; 1845 őszén a jenai egyetemre ment; 1846 nyarán a schnepfentali intézetben mint Salzmann fiának egyik tanítója félévet töltött. 1846 őszén visszatért hazájába, ahol rövid ideig tartózkodott, mert Osterodeban Schachtrupp gyáros gyermekeinek nevelését vállalta el. 1850-ben a medgyesi gimnáziumhoz hívták meg tanárnak (lector extraordinarius), ahol 1855-től konrektor, 1867. december 3-tól pedig rektor volt. A gimnáziumban latin, görög és német nyelvet, a seminariumban pedig pedagógiát tanított. 1874-ben Medgyesen helyettes majd rendes lelkésznek választották. 1901. febr. 8. nyugalomba vonult.
Cikkei a medgyesi gimnázium Programmjában (1856. Die neuhochdeutsche Schriftsprache und die deutschen Volksmundarten, 1869. Fünf Schulreden); az Archiv für Landeskundeban (N. F. I. Johann Fabinis Vertheidigungsrede von 1642 für die Rechte der ev. Gemeinde in Bürgesch).

## Munkái
- Dritter Jahresbericht des ev. Hauptvereins der Gustav-Adolf-Stiftung für Siebenbürgen auf das Verwaltungsjahr 1863-64. Hermanstadt, 1864.
- Sechster Jahresbericht des v. Hauptvereins der Gustav-Adolf-Stiftung für Siebenbürgen über das Verwaltungsjahr 1866-67. Hermanstadt, 1867.
- Siebenter Jahresbericht… 1867-68. Hermanstadt, 1869.
- Zur Erinnerung an I. B. Hornung. Hermanstadt, 1894. (Különnyomat a Siebenb. deutsches Tagblattból).

Szerkesztette a medgyesi ágostai evangélikus gimnázium Programmját 1868-tól 1874-ig.